# Mission jésuite Saint-Eugène auprès des indiens Kootenai
La mission jésuite Saint-Eugène auprès des indiens Kootenai, également appelée "mission de Kootenay", a été fondée par le père jésuite De Smet près de Cranbrook et de Fort Steele, dans l'État du Montana, aux États-Unis, sur un territoire incluant aussi une partie de la Colombie britannique. Elle était considérée comme "la fierté des indiens Kootenai" et concernait aussi la tribu des Akamnik.

## Histoire

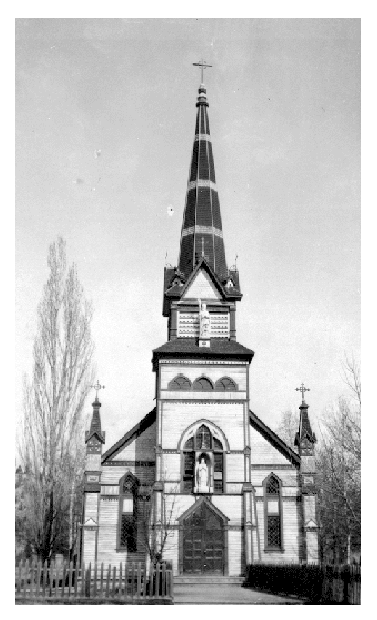
L'église de la mission Saint-Eugène, dirigée par Nicolas Coccola.

Le fondateur de la mission était le missionnaire jésuite Pierre-Jean De Smet, qui a célébré pour l'Assomption une messe au milieu de plus d'un millier d'indiens Kutenai en 1845 sur les bords de la Rivière Kootenai. La mission s'appelait Kitonaqa, version française du nom des indiens Kootenai. Puis la mission a été dirigée par Léon Fouquet (missionnaire), originaire du nord de la France, qui a établi une école. Lorsqu'il est arrivé, la mission avait été délaissée par jésuites, car elle était un peu excentrée par rapport aux autres centres missionnaires des jésuites belges qui s'étaient recentrés sur leurs missions du Montana et de l'Idaho. Mais tous les indiens des alentours avaient été baptisés par les jésuites. Dans une lettre de 1861, le père De Smet note que les cultures sont diversifiées: du maïs aux patates.
La mission aussi a été l'œuvre de pères canadiens français, en particulier le père Paul Durieu lorsqu'il visita les missions de l’intérieur, comme la mission du lac Stuart en 1876, et la nouvelle mission de Kootenay (Saint-Eugène) en 1877. Ces prêtres étaient de la congrégation des Oblats de Marie-Immaculée, fondée en 1816 par Eugène de Mazenod, un prêtre d'Aix-en-Provence. Des recherches récentes sur les missions oblates du grand ouest ont révélé qu'elles s’inspiraient du travail accompli par les jésuites dans la province de Québec et le territoire de l’Oregon. La plupart des éléments de ce régime étaient déjà en place avant que Paul Durieu n’arrive de France au Canada en 1854.

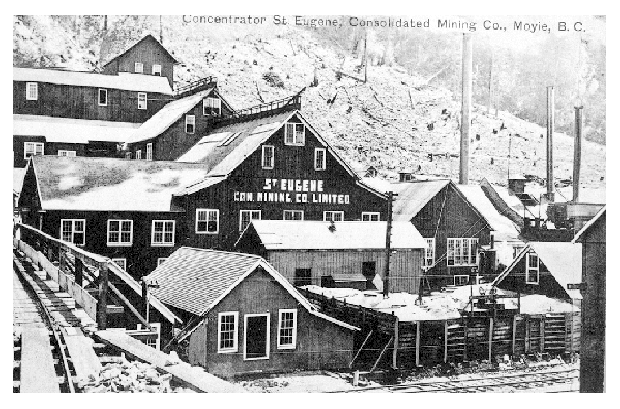
Les bâtiments de la Compagnie minière en 1908.

En 1909, un visiteur observait que vers Noël, les indiens habitant le site de Saint-Eugène "s'assemblent au son de la cloche de la Mission de Saint-Eugène et exécutent au clair de lune des danses. L'école indienne Coccola fondée en 1880 à Saint-Eugène, par Nicolas Coccola (1854–1943), un français qui a d'abord travaillé sous les ordres du père Jean-Marie Lejack, sous la forme d'une école avec pensionnat. Elle a été fréquentée par plus de 7 000 jeunes amérindiens. Elle a servi ensuite de modèle et de référence au père Lacombe dans l'Alberta tout proche, au Canada. En avril 1893, le père Nicolas Coccola revient de voyages à la mission, est approché par un indien Kootenai qui le mène jusqu'au Lac Moyie où il a découvert une mine d'argent. Le filon de Saint-Eugène avait une profondeur de 500 mètres et a produit en 1900 environ 70 000 tonnes de minerai, 5 tonnes de minerai donnant 33 onces d'argent soit une production de près d'un demi million d'onces d'agent pur par an. C'était la mine la plus importante de cette région et la société avait un capital de 17 millions de francs en 1904.
Le site de Saint Eugène a été reconstruit sous l'impulsion du chef amérindien Sophie Pierre, en territoire canadien. Il inclut un hôtel de 4 étages et plus de cent chambres, quatre restaurants et un golf de 18 trous.